# Tu-128
Tu-128 (ros. Ту-128) – radziecki odrzutowy ciężki myśliwiec przechwytujący, skonstruowany w biurze konstrukcyjnym Tupolewa, w kodzie NATO oznaczany jako Fiddler. Znany też pod początkowym oznaczeniem Tu-28, był najcięższym produkowanym na świecie myśliwcem.

## Rozwój i wersje

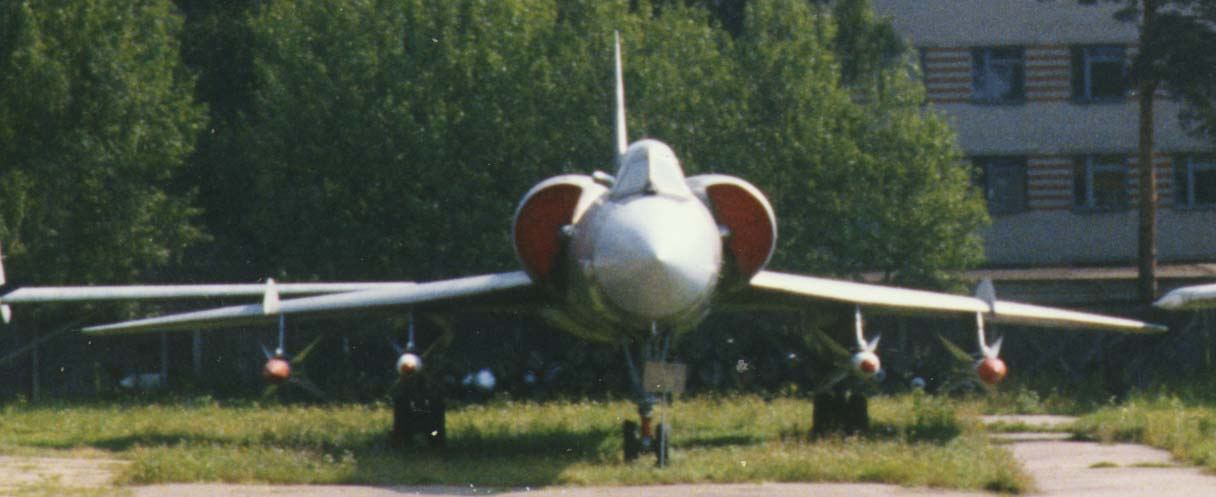
Tu-128 w muzeum lotnictwa w Monino – widoczne pociski

W latach 50. zagrożeniem dla ZSRR stała się możliwość uderzenia jądrowego przez zmasowane naloty bombowców, zwłaszcza lecących drogą północną – z baz w USA lub Kanadzie nad biegunem północnym. Słabo zamieszkane północne obszary ZSRR były zbyt rozległe, żeby umieścić tam systemy rakiet przeciwlotniczych, a z drugiej strony były najlepszym miejscem do przechwytywania bombowców, w dużej odległości – ponad 1000 km – od strategicznych celów w głębi kraju. Dlatego oprócz zwykłych myśliwców przechwytujących przeznaczonych do ochrony ważnych celów, pojawiła się w ZSRR potrzeba myśliwców przechwytujących o dużym zasięgu, wyposażonych w efektywny system wykrywania i niszczenia celów (myśliwców przechwytujących obrony strefowej). Przy tym, cechą charakterystyczną dla rozwoju techniki wojskowej w ZSRR było przez długie lata projektowanie całych kompleksów, składających się ze specjalnie opracowanych samolotów, pocisków rakietowych i pokładowych stacji radiolokacyjnych.

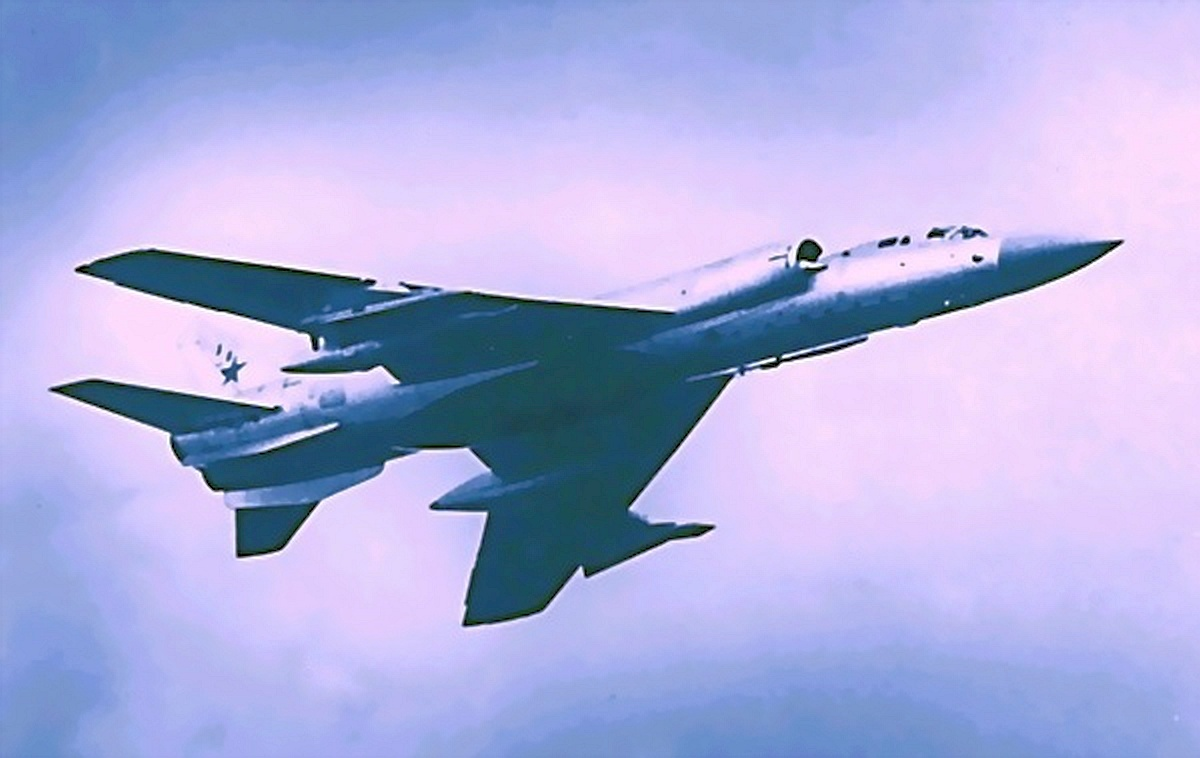
Tu-128 w locie

Projektowanie odpowiedniego myśliwca rozpoczęto w biurze konstrukcyjnym OKB-156 Tupolewa w 1957 z sugestii marszałka Jewgienija Sawickiego, dowódcy lotnictwa obrony powietrznej (PWO). W celu uzyskania dużego zasięgu i udźwigu, przy braku wymagania toczenia walk manewrowych, oparty był na projekcie naddźwiękowego bombowca „98”, stąd samolot miał wyjątkowo duże rozmiary jak na myśliwiec. W 1958 oficjalnie zlecono Tupolewowi zaprojektowanie odpowiedniego samolotu pod oznaczeniem Tu-28, jednocześnie innym biurom zlecono projektowanie stacji radiolokacyjnej RP-S Smiercz i pocisków rakietowych K-80. Możliwości pocisków miały pozwolić samolotowi zwalczać cele lecące znacznie wyżej. Prace nad samolotem prowadzono pod oznaczeniem fabrycznym „128”. Stację radiolokacyjną testowano na specjalnie przebudowanych samolotach (latających laboratoriach) Tu-104ŁŁ i „98ŁŁ”
W 1960 zbudowano prototyp samolotu „128”, który oblatano 18 marca 1961. 9 lipca 1961 został zaprezentowany na paradzie lotniczej w Tuszynie pod Moskwą z makietami pocisków, po czym nadano mu na zachodzie nazwę kodową ‘Fiddler’. Równolegle z budową prototypu, już pod koniec 1959 rozpoczęto przygotowania do produkcji seryjnej w zakładzie nr 64 w Woroneżu i na początku 1961 ukończono budowę pierwszego samolotu przedseryjnego, oblatanego 13 maja 1961. W 1961 i 1962 zbudowano jeszcze kilka samolotów, na których wprowadzano od razu zmiany zgodnie z wynikami prób w locie. Od 20 marca 1962 prowadzono próby państwowe samolotu, m.in. 27 września 1962 miało miejsce pierwsze zestrzelenie zdalnie sterowanego latającego celu Ił-28.
12 grudnia 1963 minister obrony zmienił oznaczenie samolotu na Tu-128, przy czym cały kompleks rakietowy otrzymał oznaczenie Tu-128S-4, a pociski K-80 oznaczenie R-4. Długotrwałe badania państwowe ukończono we wrześniu 1964 i 30 kwietnia 1965 kompleks Tu-128S-4 oficjalnie przyjęto na uzbrojenie. Samoloty te produkowano do 1970, łącznie zbudowano ich 188 oraz prototyp.
Uzbrojenie samolotu stanowiły 4 specjalnie zaprojektowane pociski R-4 (K-80) zwalczające cele na wysokościach 8–21 km (lecące do 8 km nad nosicielem) i odległości od 2 do 25 km, samonaprowadzane półaktywnie radiolokacyjnie (R-4R) lub termicznie (R-4T). Stacja radiolokacyjna wykrywała cel na odległości do 50 km
Z uwagi na trudności w przeszkalaniu załóg innych myśliwców na Tu-128, opracowano jego wariant szkolno-treningowy Tu-128UT. Kabina trzeciego członka załogi – instruktora została w nim umieszczona nietypowo w obniżonym nosie kadłuba, zamiast radiolokatora. W 1971 przebudowano na tę wersję 4 myśliwce oraz zbudowano dodatkowo 10 samolotów.
W celu zwiększenia skuteczności systemu, z uwagi na zmianę taktyki działania bombowców na loty na małych wysokościach, pod koniec lat 60. podjęto prace nad rozszerzeniem możliwości systemu. Na początku lat 70. opracowano modernizację Tu-128M (kompleks Tu-128S-4M, ze stacją radiolokacyjną RP-SM Smiercz-M i pociskami R-4RM i TM), lecz po długich próbach na uzbrojenie przyjęto ją dopiero w czerwcu 1979, po czym samoloty w jednostkach sukcesywnie zmodernizowano do nowego standardu. Wiele Tu-128M z nową radiostacją odróżniało się poziomym zakończeniem statecznika pionowego. Minimalna wysokość lotu celów przechwytywanych przez pociski obniżyła się do 0,5 km. Przy zastosowaniu nowych pocisków R-4RR wzrósł zasięg zwalczania celów do 40 km.

## Niezrealizowane warianty
Na początku lat 60. planowano rozwinięcie na bazie Tu-128 nowych kompleksów rakietowych Tu-28A-80 ze stacją radiolokacyjną RP-SA Smiercz-A i pociskami K-80M oraz Tu-28A-100 ze stacją Groza-100 i pociskami K-100, na skutek czego w 1963 opracowano ulepszoną wersję samolotu Tu-28A z mocniejszymi silnikami WD-19 i nieco zmodyfikowanym płatowcem. Próby silnika prowadzono na doświadczalnym Tu-128ŁŁ, lecz ponieważ osiągi niewiele wzrosły, a prace nad nowymi radarami opóźniały się, zrezygnowano z projektu Tu-28A. Tylko na papierze pozostał kolejny projekt wyposażenia Tu-128 w silniki RD-36-41, z którymi miał osiągnąć prędkość 2650 km/h. Dalszym rozwinięciem były również niezrealizowane: przechwytujący Tu-138 z silnikami WD-19, radiolokatorem Smiercz-A, nowym skrzydłem i ulepszoną aerodynamiką i wielozadaniowy lub przechwytujący Tu-148 z silnikami RD-19 i nowoczesną stacją radiolokacyjną Zasłon, z którego rozwoju zrezygnowano na korzyść MiG-31.
Nie zrealizowano także wersji szybkiego bombowca z 1969 Tu-128B, zabierającego 1500 kg bomb w komorze bombowej, z prędkością ponaddźwiękową 1770 km/h, lub dalsze 3000 kg bomb pod skrzydłami, w którym wariancie prędkość spadała do 1210 km/h.

## Służba

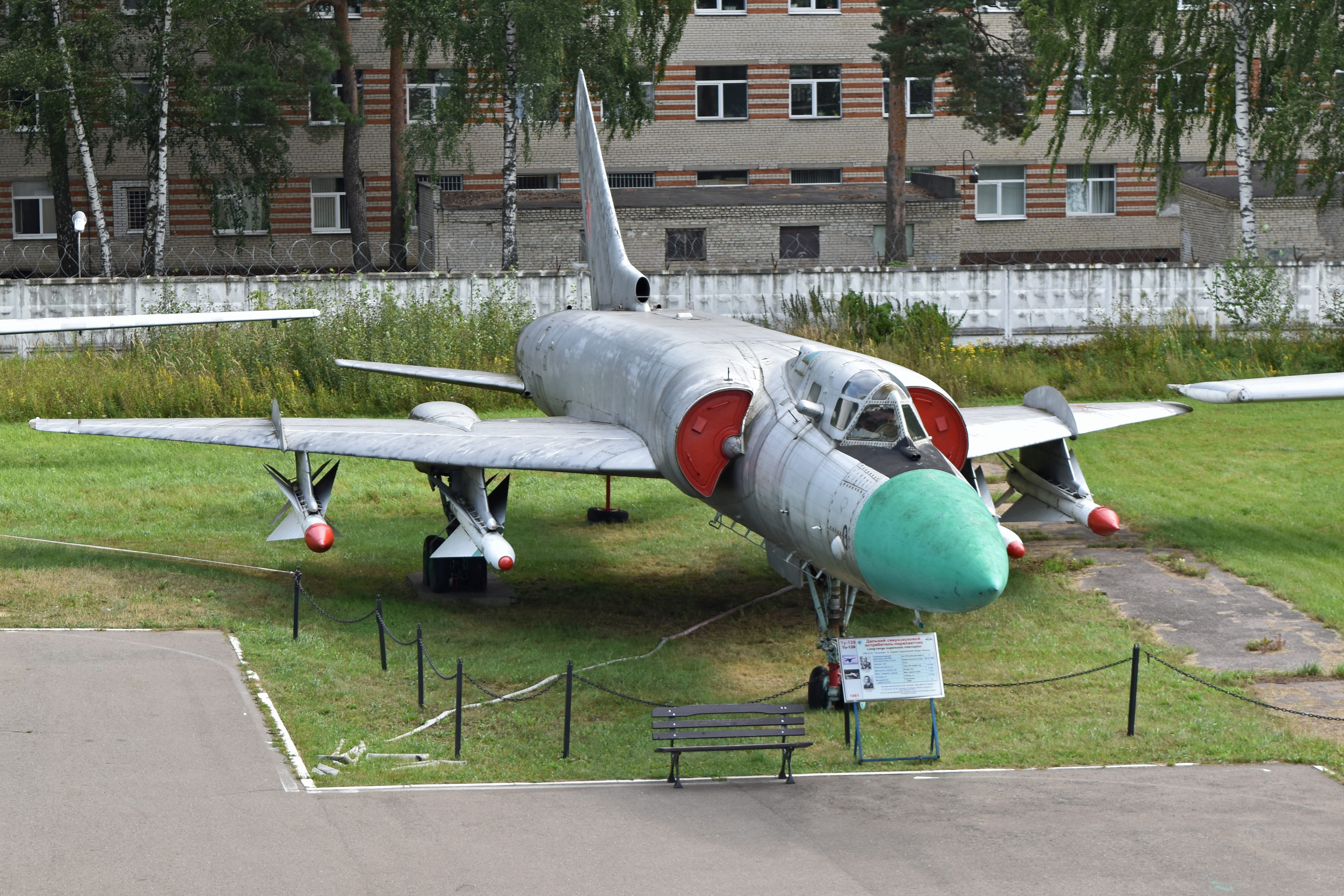
Tu-128 w muzeum lotnictwa w Monino

Pierwsze Tu-128 weszły na wyposażenie 518. pułku myśliwskiego w bazie Tałagi nad Morzem Białym w październiku 1966. Do 1970 wyposażono w nie łącznie 7 trzyeskadrowych pułków, po 9-12 samolotów w eskadrze, pomimo początkowych planów utworzenia 25 pułków.
Ich wycofywanie rozpoczęto pod koniec lat 70., a do końca lat 80. zastąpiono je w jednostkach bojowych samolotami MiG-31. Na początku lat 90. samoloty ostatecznie wycofano i złomowano.
Dzięki dobrej aerodynamice, samolot miał dobre charakterystyki lotne, zwłaszcza w locie naddźwiękowym (prędkość naddźwiękową osiągał na wysokości 10–11 km bez dopalania), lecz jednocześnie był dość trudny w pilotażu, zwłaszcza przy starcie i lądowaniu i wymagał doświadczonych pilotów. Z uwagi na wielkość, jego pilotaż był nietypowy dla samolotu myśliwskiego (nawet zamiast drążka sterowego miał on wolant), co stwarzało problemy przy przeszkalaniu pilotów, zwłaszcza z poddźwiękowych lekkich samolotów MiG-17. Prostsze było przeszkalanie z Su-9. Do czasu wprowadzenia Tu-128UT, szkolenie prowadzono m.in. na Tu-124.
Samolot miał załogę dwuosobową, w której nawigator prowadził nawigację, śledził sytuację bojową oraz kierował przechwytywaniem celów wskazywanych z ziemi lub przez stację radiolokacyjną, natomiast pilot naprowadzał samolot na cel i kierował użyciem uzbrojenia. Samolot przede wszystkim działał w automatycznym systemie przechwytywania na podstawie danych ze stacji naziemnych, a później także z samolotów wczesnego ostrzegania Tu-126, lecz mógł także działać autonomicznie. Duży zasięg umożliwiał przechwytywanie celów na dużej odległości (1170 km przy prędkości poniżej Ma 1 lub 580 km przy prędkości powyżej Ma 1) lub ponad dwugodzinne patrolowanie (maksymalny czas lotu 3 godz.).

## Konstrukcja

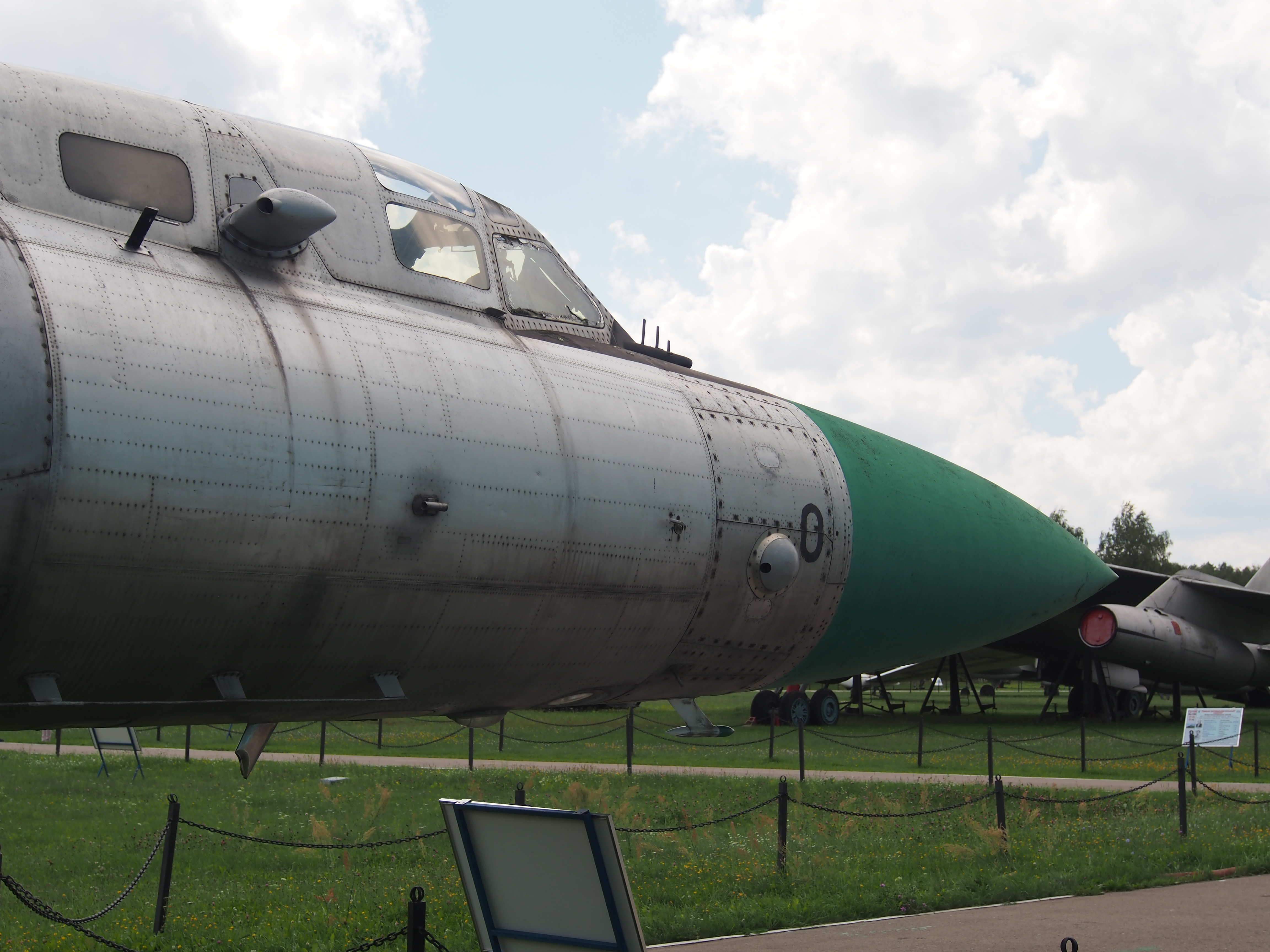
Kabina załogi

Metalowy średniopłat o układzie klasycznym. Kadłub konstrukcji półskorupowej, skonstruowany z uwzględnieniem reguły pól. Po bokach kadłuba wloty powietrza do silników z regulowanymi dwupołożeniowo stożkami. Smukłe skrzydła o skosie 56°22′, konstrukcji dwudźwigarowej, składające się z pięciu części, w tym centropłata. Usterzenie klasyczne, skośne, stery wysokości płytowe (awaryjnie działające jako klasyczne). Załoga 2-osobowa – pilot i nawigator, w układzie tandem, w hermetyzowanej kabinie w części nosowej, zaopatrzona w fotele katapultowe KT-1. Członkowie załogi zajmowali miejsca przez podnoszone do tyłu części osłony. Podwozie samolotu trójpodporowe, golenie główne (po 4 koła) chowane do gondoli w skrzydłach, goleń przednia dwukołowa chowana do kadłuba. Samolot posiadał spadochron hamujący. W skład wyposażenia wchodziła stacja radiolokacyjna RP-S Smiercz w osłonie w nosie kadłuba, aparatura naprowadzania z ziemi AR-SM Łazur-SM, 2 radiostacje krótkofalowe, urządzenie identyfikacji swój-obcy (IFF) SRZO-2M „Chrom-Nikiel”.